# Sint-Clemenskerk (Solingen)
De Sint-Clemenskerk (Duits: St. Clemenskirche) is een rooms-katholieke parochiekerk in de Duitse stad Solingen. De kerk werd in de jaren 1890-1892 in neogotische stijl naar het ontwerp van de architect Franz Schmitz gebouwd. Na zware beschadigingen ten gevolge van oorlogshandelingen werd de kerk in de jaren 1950 in gewijzigde vorm hersteld.

## Geschiedenis
De eerste aan de heilige Clemens gewijde kerk in Solingen ontstond rond het jaar 1000 op de plaats van de huidige protestantse stadskerk. 
Bij een bombardement in 1944 werd de binnenstad van Solingen en met haar ook de Clemenskerk zwaar beschadigd. Na de oorlog werden er in 1951 nieuwe gewelven aangebracht en in 1955 ontwierp Dominikus Böhm de huidige torenspitsen van beton. 
Het interieur van de kerk onderging in 2006 een restauratie.

## Architectuur
De kerk is een driebeukige hallenkerk met dwarsschip en een representatieve gevel met tweelingtorens. De kerk heeft een grootte van ongeveer 1000 m². De hoogte van de gewelven bedraagt 17,50 m en die van het dak 29,00 m De torens zijn 60 m hoog.

## Interieur
- Het altaar dateert uit het jaar 1960. Sinds 1978 is het omkleed met bronzen reliëfs voorstellende: het Paradijs - de Verdrijving uit het Paradijs - Kaïn doodt zijn broer Abel - het offer van Melchizedek - Abraham offert zijn zoon Isaäk - de kruisiging van Christus.
- Het kruis achter het altaar toont een Christus zonder doornenkroon en doet denken aan de Gero-crucifix in de Dom van Keulen.
- In 1984 werd de zijkapel in de huidige vorm verbouwd. Het tabernakel staat op een stenen sokkel met vier koperen platen die Gods beloften tonen aan hen die Hem liefhebben: de boom des levens in het paradijs - de bron van het levende water - het gastmaal waarbij engelen dienen - de voorproef van de hemelse gelukzaligheid.
- De rijkbewerkte neogotische preekstoel uit 1899 wordt niet meer gebruikt. Op de zuil onder de kanselkuip staan de hoofden van de vier grote profeten van het Oude Testament: Jesaja, Jeremia, Ezechiël en Daniël. Daarboven, aan de onderste rand van de kansel, zijn de symbolen van de vier evangelisten aangebracht. In de pilasters staan Johannes de Doper, de apostelen Petrus en Paulus en de heiligen Bonifatius en Petrus Canisius. De bas-reliëfs tussen de pilasters tonen de vier grote Latijnse kerkvaders Ambrosius, Hiëronymus, Augustinus en Gregorius de Grote. Aan de onderkant van het klankbord is een duif, het symbool van de Heilige Geest, te zien en boven alles staat de Verrezen Christus.

## Orgel
Het orgel van de orgelbouwer Seifert werd in 1958 in gebruik genomen. Het instrument heeft 3380 pijpen, 46 registers en 3 manualen. Het is het grootste kerkorgel van Solingen.